# Lexington (barco de vapor)
El Lexington fue un vapor de ruedas de paletas que operó a lo largo de la costa noreste de los Estados Unidos entre 1835 y 1840. Encargado por Cornelius Vanderbilt, fue uno de los barcos de vapor más rápidos y lujosos en funcionamiento.
El 13 de enero de 1840, durante el trayecto de Nueva York a Boston, la chimenea del barco se incendió, lo que provocó el incendio de casi 150 fardos de algodón y obligó a los pasajeros y la tripulación a intentar abandonar el barco. De las aproximadamente 143 personas que iban a bordo, solo cuatro sobrevivieron. El incendio se debió a un sobrecalentamiento, debido a un trabajo defectuoso en la conversión del motor para que quemara carbón. A esto se sumaron graves errores de la tripulación, incluida la violación de las normas de seguridad, y el hecho de que un barco cercano no acudiera en ayuda de los supervivientes.

## Hundimiento
El Lexington partió de su muelle en el Río Este de Manhattan a las 16:00 horas del 13 de enero de 1840 con destino a Stonington, Connecticut, la terminal del recién construido ferrocarril procedente de Boston. Llevaba 143 pasajeros y tripulantes y un cargamento de 150 fardos de algodón. Se esperaba que el barco llegara a Stonington a la mañana siguiente a tiempo para encontrarse con el tren que conectaba con Boston.
El capitán habitual del barco, Jacob Vanderbilt (hermano de Cornelius), no pudo realizar el viaje debido a una enfermedad y fue reemplazado por el veterano capitán George Child.
A las 7:30 pm, el primer oficial del barco notó que la madera y las carcasas de la chimenea estaban en llamas. El barco estaba a cuatro millas de Eatons Neck, en la costa norte de Long Island. Los miembros de la tripulación usaron cubos y cajas para arrojar agua a las llamas, así como un pequeño camión de bomberos con bomba manual. Una vez que fue evidente que el fuego no podía extinguirse, los tres botes salvavidas del barco se prepararon para el lanzamiento. La rueda de paletas del barco todavía estaba girando a toda velocidad, ya que los tripulantes no podían llegar a la sala de máquinas para apagar las calderas . El primer bote fue succionado por la rueda, matando a sus ocupantes. El capitán Child había caído en el bote salvavidas y estaba entre los muertos. Las cuerdas utilizadas para bajar los otros dos botes estaban cortadas incorrectamente, lo que provocó que los botes golpearan el agua con la popa primero. Ambos botes se hundieron rápidamente.
El piloto Stephen Manchester hizo virar el barco hacia la costa con la esperanza de encallarlo. El cable que controlaba el timón se quemó rápidamente y el motor se paró a dos millas de la costa. El barco, fuera de control, se desplazó hacia el noreste, alejándose de la costa.
El cargamento de algodón del barco se incendió rápidamente, lo que provocó que el fuego se extendiera desde la chimenea a toda la superestructura. Los pasajeros y la tripulación arrojaron contenedores de equipaje vacíos y fardos de algodón al agua para usarlos como balsas. El centro de la cubierta principal se derrumbó poco después de las 20:00 horas.
El fuego se propagó hasta tal punto que la mayoría de los pasajeros y tripulantes se vieron obligados a saltar al agua helada a medianoche. Los que no tenían nada a lo que subirse sucumbieron rápidamente a la hipotermia . El barco todavía estaba en llamas cuando se hundió a las 3:00 am.
Según la leyenda, el poeta Henry Wadsworth Longfellow tenía previsto viajar en el viaje fatal del Lexington, pero no pudo hacerlo porque estaba discutiendo con un editor los méritos de un poema reciente, El naufragio del Hesperus , que también incluía un naufragio de un barco.
Uno de los pasajeros que perdió la vida en la catástrofe fue el conocido ministro radical y abolicionista Charles Follen (1796-1840).
El desastre fue representado en una famosa litografía en color de Currier & Ives, y fue su primera estampa de gran venta. También se realizó una litografía en blanco y negro a partir del relato de un testigo presencial.

## Intentos de salvamento
En 1842 se intentó sacar a flote el Lexington. El barco salió a la superficie brevemente y se recuperó del casco una masa de 14 kg (30 libras) de plata fundida. Las cadenas que sostenían el casco se rompieron y el barco se desintegró y se hundió hasta el fondo del estrecho de Long Island.
En la actualidad, el Lexington se encuentra sumergido a unos 40 metros de profundidad, dividido en tres secciones. Supuestamente todavía hay oro y plata que no se han recuperado. Se dice que Adolphus S. Harnden, de la Boston and New York Express Package Car Office, llevaba 18.000 dólares en monedas de oro y plata y 80.000 dólares en papel moneda en el momento del hundimiento. La plata recuperada en 1842 habría representado unos 500 dólares de la pérdida declarada.